# ベルンハルト・ロンベルク

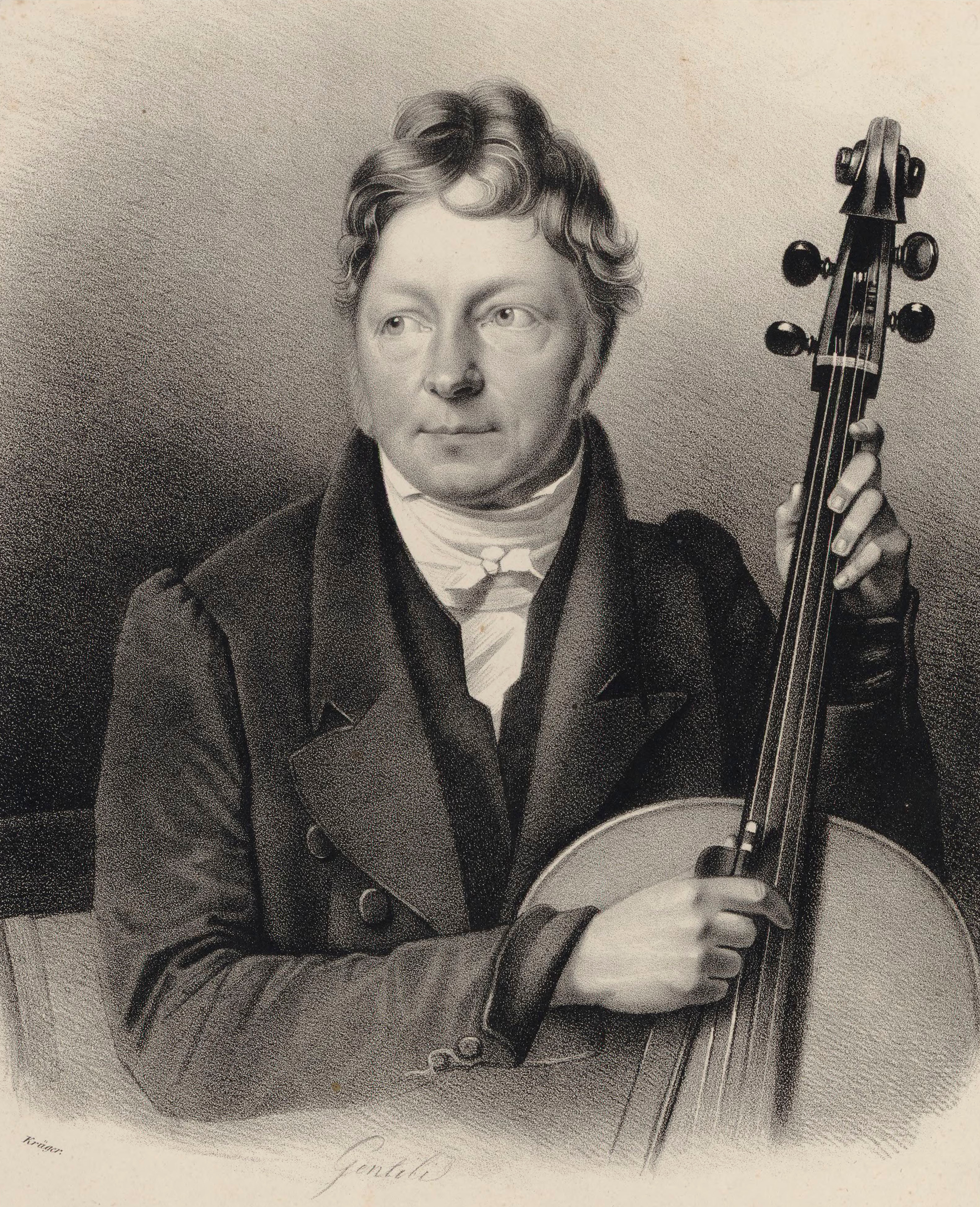
ベルンハルト・ロンベルクの肖像（1815年）

ベルンハルト・ハインリヒ・ロンベルク（Bernhard Heinrich Romberg, 1767年11月13日 Dinklage - 1841年8月13日 ハンブルク）は、ドイツのチェリスト、作曲家。

## 生涯と功績
ベルンハルト・ロンベルクの父親であるアントン・ロンベルクはファゴットとチェロの奏者で、彼がベルンハルトに最初にチェロを教えた。ロンベルクは7歳で初めて公衆の前で演奏を行った。彼は同い年の従兄弟アンドレーアスと共にヨーロッパを旅したほか、ミュンスターの宮廷オーケストラにも参加した。
後にベルンハルトはアンドレーアスと共に、ボンの選帝侯ケルン大司教宮廷オーケストラ（宮廷楽長のアンドレア・ルケージが指揮者であった）に1790年に参加し、ここで彼らは若かりし日のベートーヴェンと出会った。ベートーヴェンはベルンハルト・ロンベルクの音楽家としての才能に敬服し、尊敬の念を持っていた。しかしながらロンベルクはベートーヴェンの音楽的アイデアの一部を理解しきれず、ベートーヴェンが彼のためにチェロ協奏曲を作曲するという申し出を、自分で作曲した曲を演奏することが第一だと言って拒絶したという。なお、ロンベルクはベートーヴェン没後の1828年2月7日に、指揮者として『レオノーレ』序曲第1番の初演を指揮している。
ロンベルクは、チェロの設計と演奏にいくつかの革新をもたらしたことで知られる。彼はチェロの指板（fingerboard）を長くしてC線の下側を平たくし、そのことによってより振動しやすくなるようにした。彼はまた、子供が演奏しやすいように1/2や3/4サイズのチェロを作るべきであると提案した。ロンベルクは、チェロの記譜法を単純化してわずか3つの音部記号―バス記号、テノール記号およびトレブル記号―のみとした当事者である。彼の時代までは、さまざまな用途のために多数の音部記号が用いられるのが一般的であった（たとえば、18世紀のチェリスト兼作曲家ルイージ・ボッケリーニは自らの作品に6種類もの音部記号を使用していた）。ロンベルクは、暗譜で演奏した最初のチェリストの一人であると考えられている。これは彼の時代においては高く賞賛された技術であった。
ロンベルクのチェロソナタ ホ短調は、ヨハネス・ブラームスのチェロソナタ第1番に強い影響を与えたと示唆されている。